# Камнеломка моховидная
Камнело́мка мохови́дная (лат. Saxifrága bryoídes) — вид рода Камнеломка (Saxifraga) семейства Камнеломковые (Saxifragaceae).

## Ботаническое описание
Небольшое травянистое растение, растущее дерновинами.
Листья продолговатые, шершавые, длиной 5—7 мм.
Цветонос длиной 3—6 см, с железистым опушением. Цветки желтовато-белые.
Плод — яйцевидная коробочка.

## Распространение и среда обитания
Произрастает на скалах и каменистых участках.
Эндемик горных систем Европы. Распространена от Пиренеев до Карпат и гор Балканского полуострова.

## Синонимы
- Ciliria bryoides (L.) Haw., 1821
- Saxifraga aspera subsp. bryoides (L.) Nyman, 1879
- Saxifraga aspera var. bryoides (L.) DC., 1805
- Saxifraga squarrosa Wol., 1876, nom. illeg.[2]